# Geovisualización
Geovisualización es un diminutivo de visualización geográfica y se refiere a un conjunto de herramientas y técnicas de análisis de datos geoespaciales mediante el uso de la visualización interactiva.
Como en los campos afines de la visualización científica y la visualización de la información, la geovisualización enfatiza la construcción del conocimiento frente al almacenamiento de información o la transmisión de información.  Para hacer esto, la geovisualización comunica la información geoespacial en formas que, al combinarse con la comprensión humana, permite realizar procesos de exploración de los datos y la toma de decisiones.
Los tradicionales mapas estáticos tienen una limitada capacidad de exploración. Las representaciones gráficas están enmarañadamente vinculadas a la información geográfica que existe debajo.
Los Sistemas de Información Geográfica y la geovisualización permiten crear mapas más interactivos, incluyendo la posibilidad de explorar diferentes capas del mapa, acercar o alejar y cambiar la apariencia visual del mapa, normalmente desde una pantalla de ordenador. La geovisualización representa un conjunto de tecnologías cartográficas y prácticas que se aprovechan de la capacidad de los microprocesadores modernos para procesar los cambios en el mapa en tiempo real, permitiendo a los usuarios adecuen sobre la marcha los datos cartografiados.

## Historia
La primera vez que se menciona el término visualización en la literatura sobre cartografía es en 1953, en un artículo del geógrafo de la Universidad de Chicago Allen K. Philbrick. Los nuevos desarrollos en el campo de la informática impulsó la National Science Foundation para redefinir el término en un informe de 1987 que colocó la visualización en la convergencia de los gráficos por ordenador, el procesamiento de imágenes, la visión por computadora, el diseño asistido por ordenador, el procesamiento de señal y los estudios de los interfaz de usuario y destacaron la creación de conocimiento y aspectos de generación de hipótesis de visualización científica.
La geovisualización se desarrolló como un campo de investigación en la década de 1980, basado fundamentalmente en el trabajo del teórico gráfico francés Jacques Bertin. El trabajo de Bertin en el diseño cartográfico y la visualización de información comparte el enfoque del informe de la National Science Foundation.[cita requerida]
La geovisualización ha seguido creciendo como tema de investigación y desarrollo. La Asociación Cartográfica Internacional (ACI) estableció la Comisión en Visualización y Entornos Virtuales en 1995.

## Campos relacionados
La geovisualización está relacionada con otros campos de visualización, como la visualización de información y visualización científica. Debido a sus raíces en cartografía, la geovisualización contribuyen a estos otros campos a través de la metáfora del mapa, que "ha sido ampliamente utilizada para visualizar información no geográfica en los dominios de la visualización de la información y la visualización del conocimiento". También se relaciona con simulación urbana.
Dentro de las aplicaciones prácticas, la geovisualización ha hecho incursiones en un diversas situaciones del mundo real para la toma de decisiones y en los procesos de creación de conocimiento. Algunas de estas aplicaciones se sitúan en el ámbito de los incendio forestal, la gestión forestal, la arqueología, los estudios mediomabientales, el transporte o la planificación urbana.